# Saint Augustin (Madagaskar)

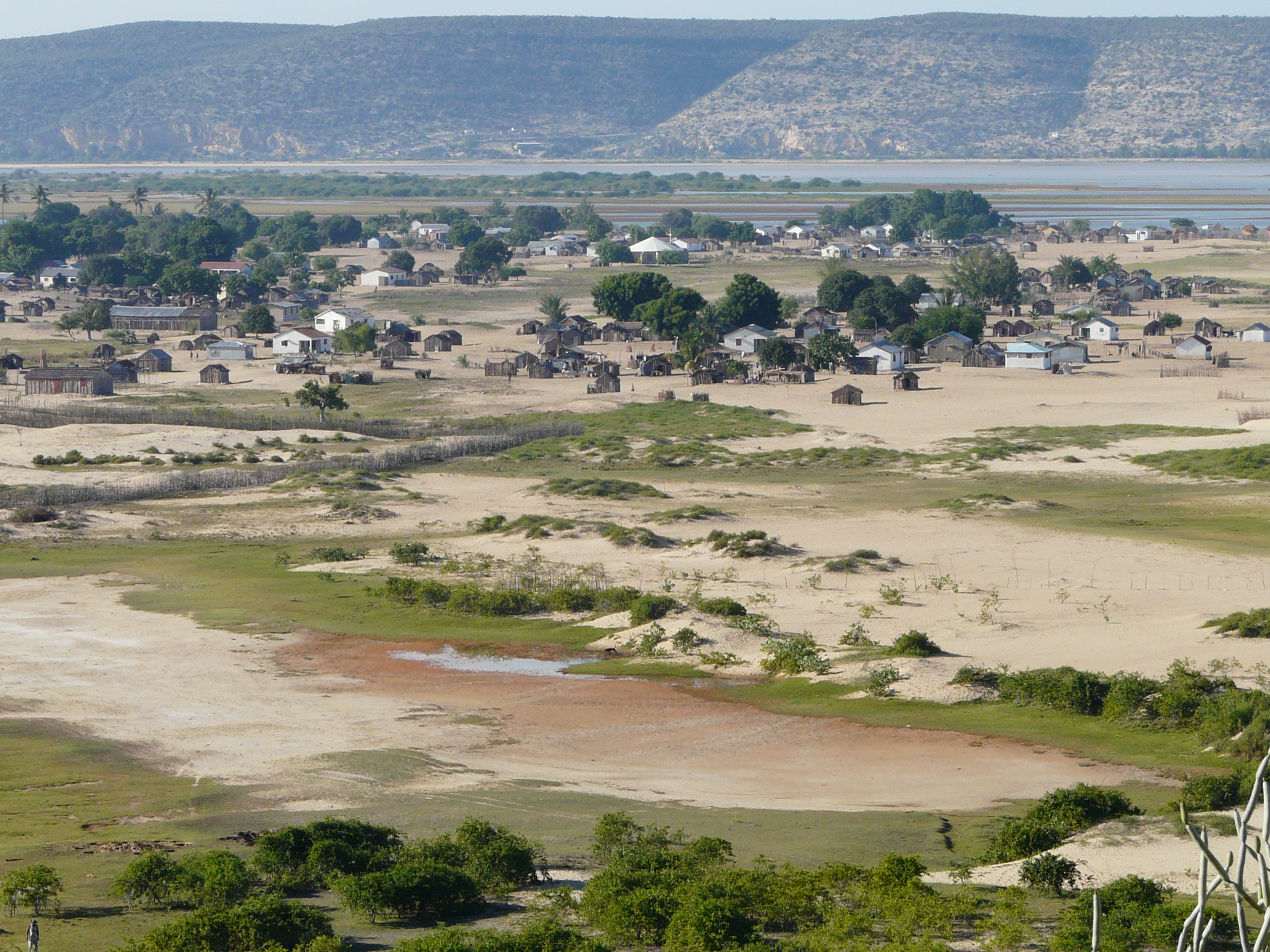
Saint Augustin

Saint Augustin (Malagasy: Anantsoňo, Ianantsony) ist eine Bucht mit einer gleichnamigen Ortschaft an der Südwestküste Madagaskars. Von Mitte des 17. bis Mitte des 19. Jahrhunderts bildete sie einen bedeutenden Knotenpunkt des Handels in der Welt des Indischen Ozeans, heute lebt die Bevölkerung überwiegend von Kleinfischerei.

## Geographie
Saint Augustin liegt rund 35 Kilometer südlich von Toliara im Grenzraum des zentralen und des südlichen Teils des madagassischen Küstentieflands. In der Bucht mündet der Onilahy-Fluss in die Straße von Mosambik.

## Verwaltung
Saint Augustin ist Teil der Region Atsimo-Andrefana und des Distrikts Toliara II. Bis zur Verwaltungsreform von 2009 zählte es außerdem zur Provinz Toliara.

## Geschichte
Das Umland der Bucht wurde spätestens im 12. Jahrhundert durch sesshafte Viehzüchter besiedelt, die Handelsbeziehungen in andere Teile Madagaskars unterhielten. Ab dem frühen 16. Jahrhundert steuerten Ostindienfahrer aus Portugal, den Niederlanden und Großbritannien Saint Augustin an, um sich auf dem Weg nach Südasien mit Proviant zu versorgen. Portugiesische Seefahrer benannten die Bucht nach dem Heiligen Augustinus. Die Menschen in Saint Augustin lebten in kleinen Lokalgemeinschaften und zählten zur Bevölkerungsgruppe der Fihereña.
Zur Verstetigung des Provianthandels errichtete die Britische Ostindien-Kompanie 1645 ein befestigtes Lager am Südufer der Bucht. Nach Konflikten mit den Fihereña gaben die Siedler den Stützpunkt bereits 1646 fluchtartig auf. Ab Mitte des 17. Jahrhunderts überfiel der im Osten angrenzende Sakalava-Staat wiederholt Fihereña-Gemeinschaften und verkaufte Gefangene als Sklaven und Sklavinnen auf europäische Schiffe. Ab ca. 1690 nutzten Piraten, die von den europäischen Seemächten aus der Karibik vertrieben worden waren, Saint Augustin zeitweise als Zufluchtsort.
Im frühen 18. Jahrhundert integrierten die Machthaber der Sakalava die Bucht in ihren Staat und installierten Repräsentanten, die den Küstenhandel monopolisierten. Der Sklavenhandel nahm in der Folge zu und erreichte seinen größten Umfang in den 1820er und 1830er Jahren, blieb gegenüber dem an der Nord- und Ostküste Madagaskars aber stets von nachgeordneter Bedeutung. Mitte des 18. Jahrhunderts avancierte Saint Augustin im Zuge der britisch-französischen Kolonialkriege in Indien zu einer bedeutenden Versorgungsstation der Royal Navy. Im Tausch gegen Zebus bezogen die Sakalava Musketen und Munition, die sie nutzten, um sich gegen den expandierenden Imerina-Staat zu behaupten und Versklavungsüberfälle ins Landesinnere durchzuführen.
Von spätestens 1801 bis zur Zeit des Amerikanischen Bürgerkriegs suchten auch amerikanische Walfänger Saint Augustin regelmäßig auf, um sich zu verproviantieren. Nach der Eröffnung des Sueskanals 1869 brach der Küstenhandel in Saint Augustin ein, weil sich ein Großteil der Handelsschifffahrt im Indischen Ozean nach Norden verlagerte. Zur Zeit der kolonialen Eroberung Madagaskars durch Frankreich in den 1880er und 1890er Jahren hatte die Bucht ihre Bedeutung als Handelsknoten eingebüßt.